# Vroegmis

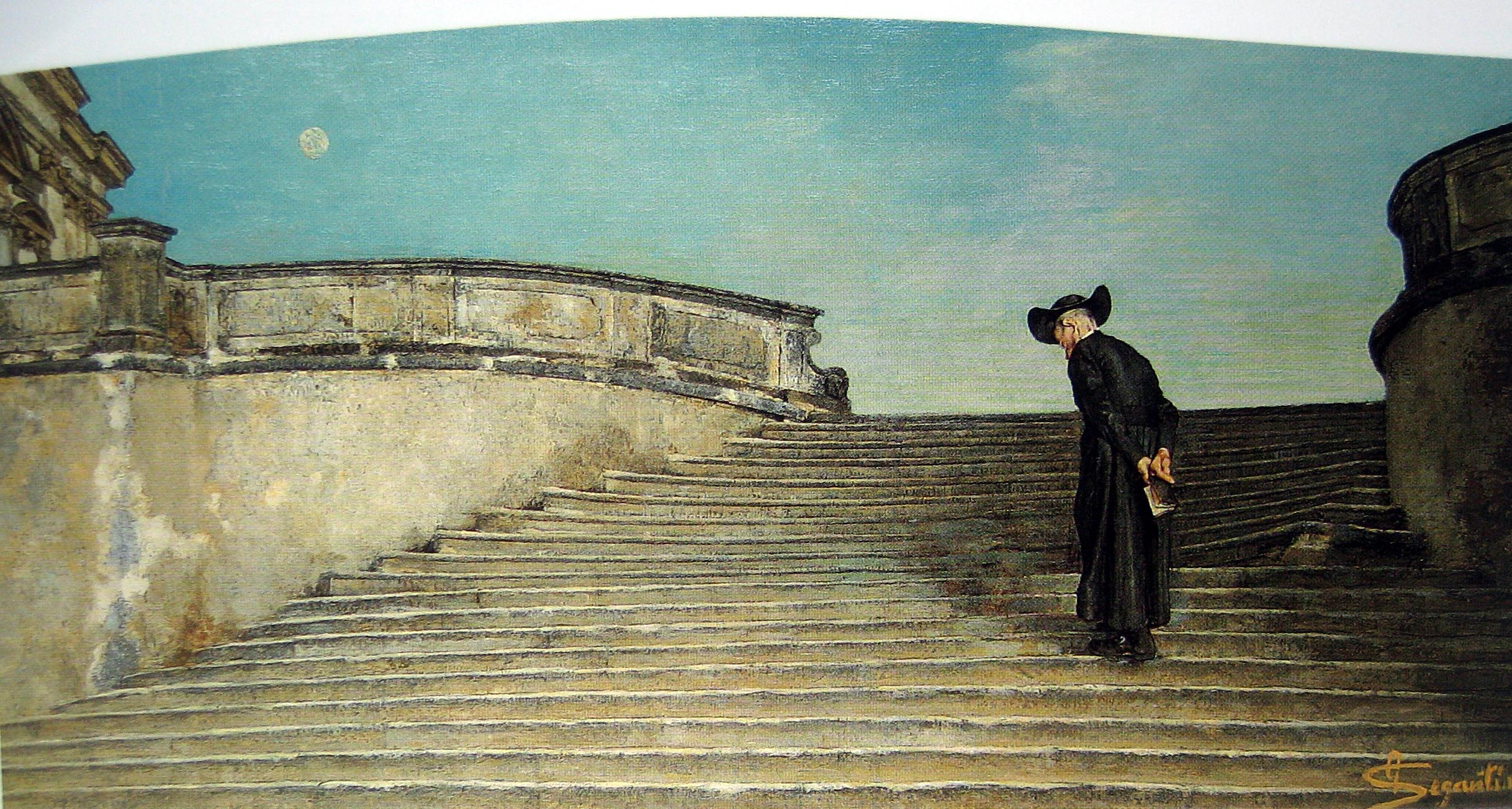
Frühmesse (Vroegmis) door Giovanni Segantini, (1885-1886)

De vroegmis is in de rooms-katholieke liturgie een H. Mis die - ook op werkdagen - vroeg in de ochtend wordt opgedragen om aldus de gelovigen, met name de boeren, in de gelegenheid te stellen deze plechtigheid bij te wonen alvorens aan het werk te gaan. Soms begint deze Mis al om 6.00 uur in de ochtend. Vooral 's winters kan het dan nog behoorlijk koud zijn in de kerk. Ook tegenwoordig is er in veel kerken een dagelijkse Mis in de ochtend.
Ook de schoolkinderen werden vroeger gestimuleerd om vóór schooltijd een dergelijke mis bij te wonen. Met name het bijwonen van een aantal missen op een reeks opvolgende eerste vrijdagen werd als een bijzondere prestatie gewaardeerd.
De vroegmis is een zogenaamde stille Mis of gelezen Mis, die niet langer dan een half uur duurt. 's Zondags is er ook de Hoogmis, op een later tijdstip. Dit is een gezongen mis, die een uur duurt.